# Gallia Club Paris
El Gallia Club Paris, o Gallia Sport Paris, fue un club de fútbol de la ciudad de París que llegó a ser campeón de Liga en el año 1905. El club desapareció en 1940.

## Historia
En 1896, Georges Bayrou crea la Association Sportive Charenton, evolución del Bois de Vincennes. Algún tiempo después, el club pasó a denominarse Gallia Club de París.
Apodado «los gallos», los jugadores son campeones del Championnat de France de football USFSA en 1905, donde George Bayrou es uno de los principales arquitectos de este título. Ese mismo año juegan un partido internacional frente al Madrid Foot-Ball Club con motivo de la visita a España del presidente francés Émile Loubet.
Campeón por sorpresa de París, el Gallia vence al Union Sportive Servannaise en Laval-en-Brie el 2 de abril de 1905 (3-1), y después al Stade Olympien des Étudiants Toulousains en las semifinales del 9 de abril de 1905 (0-5) en Toulouse. La final se jugó el 16 de abril de 1905 en el estadio Parc des Princes de París. El Club de Gallia es mejor que el Racing Club de Roubaix y vence por 1-0. Jouve marca el único gol del partido tras 118 minutos de juego. La otra gran personalidad del equipo, Maurice Pefferkorn, jugador líder del club que posteriormente sería presidente, era además periodista deportivo en L'Auto y L'Équipe. Justo después de la guerra, Paul Nicolás hace su debut en el equipo.
El club tiene su sede en París, en el distrito doce, pero por falta de tierras disponibles en la ciudad, jugó sus partidos en casa en los suburbios del sudeste, entre Vincennes y Perreux El Bry-sur-Marne, en particular.
Después de la Gran Guerra disputa unas pocas ediciones de la Coupe de France, competición que sustituyó al campeonato francés como única competición del país debido a un acuerdo con los organizadores. En sus participaciones queda eliminado en 1/16 de final en 1918 y 1919, en 1/8 de final en 1920 y en 1/32 de final en 1921, época en la que el joven Bonnardel Philippe, de 20 años, recibió sus dos primeras convocatorias a la selección. Al suprimirse el campeonato nacional por iniciativa de los clubes se crean unas ligas regionales, disputando la Division d'Honneur de Paris brevemente hasta su cese de actividades a finales de 1921, desconociéndose si es únicamente en ámbito nacional o también de la liga regional.
Reaparecen participaciones del club en 1924 a nivel nacional, poco antes de fusionarse con el Stade d'Ivry. Así, el Gallia Club-Stade d'Ivry disputa los treintaidosavos de final de la Copa de Francia en 1926. Siempre instalado en Ivry-sur-Seine, el club recuperó su nombre de Gallia Club y siguió en activo hasta el año 1940.

## Palmarés
- Campeón de Francia USFSA : 1905.
- Ganador de la Copa Manier : 1904.
- Ganador de la Copa Dewar : 1909.